# Maria Erdman
Maria Erdman – polska klawikordzistka, organistka, muzykolog, teoretyk muzyki, edytor i pedagog.

## Życiorys
Jest córką organisty, pedagoga, teoretyka muzyki i instrumentologa, prof. Jerzego Erdmana (1942–2000).

### Wykształcenie
Ukończyła studia w zakresie teorii muzyki na Wydziale Teorii Muzyki Akademii Muzycznej w Warszawie. Studiowała organy na Wydziale Fortepianu, Klawesynu i Organów Akademii Muzycznej w Warszawie w klasie prof. Andrzeja Chorosińskiego. Pobierała lekcje klawesynu u prof. Urszuli Bartkiewicz i prof. Danuty Kleczkowskiej. Ukończyła studia podyplomowe w Conservatorium van Amsterdam, w zakresie gry na klawikordzie (u prof. Menna van Delfta), na organach (u prof. Pietera van Dijka) i na klawesynie (u prof. Therese de Goede). Uczestniczyła w kursach mistrzowskich gry i improwizacji u wirtuozów takich jak: Guy Bovet, Marie-Claire Alain, Peter Bares, Christopher Stembridge, Wolfgang Zerer, Andrea Marcon, Harald Vogel, Wolfgang Seifen, Miklos Spanyi, Nicholas Parle i Władysław Kłosiewicz.

### Działalność koncertowa
Występuje z koncertami na festiwalach muzycznych w Polsce i za granicą, jako solistka na klawikordzie i na organach, i jako kameralistka. W swym repertuarze posiada utwory muzyki dawnej, ale wykonuje też muzykę doby romantyzmu, a także współczesną. W 2006 roku wystąpiła z recitalem w St. Cecilia Hall w Edynburgu, wykonując między innymi polskie utwory organowe z XVI, XVII i XVIII stulecia. Występowała z wybitnymi wykonawcami muzyki dawnej, takimi jak kierowany przez Björna Schmelzera antwerpski zespół Graindelavoix, bazylejski zespół Agnieszki Budzińskiej-Bennett Ensemble Peregrina, zespół Adama Struga Monodia Polska, wirtuoz flauto traverso Benedek Csalog czy Konstanty Andrzej Kulka. Chętnie wykonuje dzieła zapomniane czy odnalezione, niektóre z nich – jak utwory z kancjonału Dygulskiej, które dotrwały do naszych czasów w rękopisach przechowywanych przez benedyktynki z Sandomierza – wykonywała po raz pierwszy od kilkuset lat. Wiele z utworów przeznaczonych na klawikord (np. dzieła Jana Pieterszoona Sweelincka) wykonywała na tym instrumencie po raz pierwszy w Polsce. W 2018 roku pod jej kierownictwem wykonano w Poznaniu odnalezione Requiem J. Paszkiewicza, który to utwór został następnie zarejestrowany na CD.

### Działalność dydaktyczna
Jest pedagogiem w Katedrze Muzyki Dawnej na Wydziale Instrumentalnym Akademii Muzycznej w Krakowie. Uczy też w Państwowej Szkoły Muzycznej II stopnia im. Ryszarda Bukowskiego we Wrocławiu oraz prowadzi klasę organów w Zespole Szkół Muzycznych im. F. Chopina w Warszawie. Prowadzi także kursy gry na organach, klawikordzie i kursy basso continuo w ramach Letniej Akademii „Academia Narolense” i Letnich Kursów Metodycznych Muzyki Dawnej „Academia Bydgostiensis”. Współpracuje również z Międzynarodową Letnią Akademią Muzyki Dawnej w Wilanowie.

### Działalność badawcza i edytorska
Oprócz wykonywania muzyki Maria Erdman zajmuje się badaniami nad dziełami kompozytorów różnych epok. Przygotowała wydanie utworów organowych Mieczysława Surzyńskiego, brała też udział w pracach nad wydaniem Polskiej Muzyki Klawiszowej z Wydawnictwa Józefa Elsnera na klawesyn lub fortepian pod redakcją Urszuli Bartkiewicz, oraz nad włoskim wydaniem Fiori Musicali Girolamo Frescobaldiego.
Publikowała artykuły w pismach fachowych, takich jak „De Clavichordio”, kwartalniku „Muzyka” Instytutu Sztuki PAN, jak również popularyzatorskich („Ruch Muzyczny”, „Muzyka21”).
Maria Erdman działa na rzecz poszerzania repertuaru klawikordowego o kompozycje współczesne. Jej to właśnie dedykowany jest utwór Aleksandra Kościówa pt. Deux Hommages.

## Nagrody i osiągnięcia
Była stypendystką Ministra Kultury, Fundacji Pro Academia Narolense, Fundacji Festiwal Muzyki Sakralnej oraz fundacji holenderskich: Fonds Podiumkunsten oraz Schuurman Schimmel – van Outeren Stichting.
W 2004 roku zdobyła Grand Prix w konkursie nagraniowym „Zapomniana muzyka polska” wydawnictwa Acte Préalable za nagranie trzypłytowego albumu Kancjonał Fabiańskiej: Arie z różnych autorów zebrane Anno 1768 – pierwszej polskiej płyty z muzyką klawikordową.
W roku 2008 Maria Erdman została laureatką programu stypendialnego „Młoda Polska”, za działalność na rzecz promocji i upowszechniania klawikordu w Polsce, otrzymując w wyrazie uznania dla dotychczasowych osiągnięć artystycznych najwyższe w tym programie stypendium Ministra Kultury i Dziedzictwa Narodowego na zakup nowego klawikordu – kopii instrumentu historycznego.

## Wybrane publikacje
- Kancjonał Fabiańskiej (1768) jako przykład wpływu stylu galant na muzykę klawiszową klasztoru klarysek w Starym Sączu w drugiej połowie XVIII wieku, [w:] Musica Varia, E. Szczurko (red.), Wydawnictwo Uczelniane Akademii Muzycznej w Bydgoszczy, Bydgoszcz 2008, s. 17–28, ISBN 978-83-61262-12-1.
- Klawikord w świetle wybranych aspektów praktyki improwizacji w muzyce klawiszowej epoki baroku, [w:] Improwizacja w muzyce baroku, M. Zieliński (red.), Wydawnictwo Uczelniane Akademii Muzycznej w Bydgoszczy, Bydgoszcz 2004, s. 67–80, ISBN 978-83-92023-31-9.

## Dyskografia
- Clavischordae Aetas Aurea in Polonia – The manuscript of the St. Clare cloister in Stary Sacz [Kancjonał Fabiańskiej: Arie z różnych autorów zebrane Anno 1768], vol. 1-3, trzypłytowy album zawierający muzykę klawiszową z manuskryptów klasztoru Klarysek w Starym Sączu (CD, Acte Préalable AP0127, AP0128, AP0129, 2006),
- Warmia-Ermland – Eine fotografische Reise durch das Ermland mit Musik von Feliks Nowowiejski auf den Orgeln des Allensteiner Doms und der Basilika Heiligelinde (CD, Musicom, 2013)[13],
- J. Paszkiewicz (XVIII w.) – Requiem (Musica Maxima pod kierownictwem Marii Erdman) (CD)[14].